# Simon & Simon
Simon & Simon ist eine US-amerikanische Fernsehserie, die zwischen 1981 und 1988 von der US-amerikanischen Fernsehgesellschaft CBS produziert und am 24. November 1981 erstmals ausgestrahlt wurde. In Deutschland erfolgte die Erstausstrahlung der Serie von 1986 bis 1990 im Ersten. 22 Folgen wurden in Deutschland nicht gezeigt.

## Handlung
Die von Philip DeGuere entwickelte Serie handelt von dem grundverschiedenen Brüderpaar Rick (gespielt von Gerald McRaney) und A. J. Simon (gespielt von Jameson Parker), die zusammen eine Detektei führen.
Rick ist ein straßenerfahrener, raubeiniger Vietnam-Veteran, der Pickup-Trucks im Allgemeinen sowie seinen roten Dodge Power Wagon im Besonderen mag und in einem Kajütboot hinter dem Haus von A. J. lebt. Er achtet weniger auf Konventionen und Regeln und geht mit dem Gesetz eher freimütig um.
Sein jüngerer Bruder A. J. bildet den ruhigen und belesenen Pol des ungleichen Brüderpaars, der Aufgaben rational angeht und der versucht, sich dabei an Regeln und Gesetze zu halten. Er kleidet sich konservativ und rechnet die Dinge, die Rick liebt, eher der Unterschicht zu. Nachdem er in der ersten Staffel ein schwarzes 57 Chevrolet Bel Air Cabriolet gefahren ist, hat er später einen roten Chevrolet Camaro Z28.
Die Detektei, die die beiden in San Diego betreiben, bildet das Gerüst der Serie. Die Serie lebt von den Gegensätzen der Brüder, die an die gemeinsamen Fälle auf verschiedene Weise aufgrund ihrer Einstellung und Sozialisation herangehen und die so immer wieder zu Konflikten führen. Ausgleichend wirken die familiären Beziehungen, besonders zur Mutter, und Gemeinsamkeiten, die sich im Laufe der Serie herausbilden oder entwickeln.

## Produktion
Bei den Pilotfolgen führte Corey Allen Regie. Viele der Folgen wurden von dem Erfolgs-Drehbuchautor Michael Piller geschrieben.
Die 156 Folgen umfassende Fernsehserie wäre 1982 aufgrund schlechter Einschaltquoten fast eingestellt worden. Nachdem Simon & Simon nach der Erfolgsserie Magnum platziert und ausgestrahlt worden war, erhöhten sich die Zuschauerzahlen schlagartig.

## Musik
Die Titelmusik in der ersten Staffel ist eine Instrumentalversion von Best of Friends, gespielt von The Thrasher Brothers. Dazu gehört eine Montage von Stillbildern/Zeitlupen. Die öfter gehörte spätere Titelmusik (ab der zweiten Staffel) wurde von Barry De Vorzon und Michael Towers geschrieben.

## Synchronisation
Die deutsche Synchronisation wird durch die Synchronfirma Telesynchron in Berlin unter der Dialogregie von Klaus E. Laurien bearbeitet.
| Rollenname | Schauspieler   | Synchronsprecher  |
| ---------- | -------------- | ----------------- |
| A.J. Simon | Jameson Parker | Joachim Tennstedt |
| Rick Simon | Gerald McRaney | Frank Glaubrecht  |

## Cross-Over-Episoden
Es gab zwei Cross-Over-Episoden:
In der Magnum-Folge Die Rache des Giftgottes (3x03) sollen die Simon-Brüder eine offenbar verfluchte Götzenabbildung von Robin Masters’ Anwesen für ihren Klienten zurückstehlen und an ihren Ursprungsort schaffen; dabei kommen sie mit Magnum, Rick und T. C. in einen Konflikt. Fortgesetzt wurde die Story in der Simon-&-Simon-Folge Die Smaragd-Mieze (2x01), mit Magnum und Higgins als Gast-Charaktere (lief in den USA in der Erstausstrahlung unmittelbar nach der Magnum-Folge).
Des Weiteren gab es auch einen Auftritt von A. J. Simon in einer Folge der Computer Kids, in der eine junge Detektivbande samt Simon kurzzeitig von den Verbrechern überwältigt und in einem Lagerraum eingesperrt wurden. Und auch diese Kids sind in einer Simon-&-Simon-Folge in Nebenrollen zu sehen (Kein Alibi fällt vom Himmel 3x05), die in der Erstausstrahlung einen Tag später gesendet wurde.

## Trivia
Obwohl McRaney (* 19. August 1947) den (deutlich) älteren Bruder spielt ist er nur rund drei Monate älter als Parker (* 18. November 1947).

## DVD-Veröffentlichungen
Derzeit sind nur die ersten beiden Staffeln auf DVD erschienen. Die restlichen Staffeln sind bisher nur in den USA veröffentlicht worden.

## Nachfolgewerke
Der Fernsehfilm Simon & Simon: In trouble again, der auf der Serie basiert, wurde am 23. Februar 1995 erstmals ausgestrahlt und spielt einige Jahre nach der Serie. A. J. Simon hat inzwischen geheiratet und arbeitet als Rechtsanwalt in Seattle. Als ihn sein Bruder Rick während eines Zwischenstopps besucht, den er während der Auslieferung einer Yacht macht, wird diese geraubt – mit der Mutter Cecilia Simon an Bord.